# Carlo Gambino
Pour les articles homonymes, voir Gambino.
Carlo Giambino, né le 24 août 1902 à Palerme en Sicile et mort à  Long Island le 15 octobre 1976 est un criminel italien, appartenant à la mafia américaine, qui fut le parrain de la famille Gambino de 1957 à 1976.

## Jeunesse
Carlo Gambino (24 août 1902 -15 octobre 1976) est né dans le village de Caccamo, dans la province de Palerme, en Sicile. Il est né dans une famille qui appartenait à Cosa nostra (nom donné à la Mafia sicilienne) depuis des années. Cosa nostra était légèrement plus compliquée que la Main Noire en Amérique, qui par la suite fut transformée en Mafia moderne principalement par Lucky Luciano et Meyer Lansky avec la consolidation d'activités telles que la prostitution, les paris, la prise d'otages, et la protection. Carlo Gambino a commencé à effectuer des meurtres pour la Mafia dès l'adolescence et en 1921, à l'âge de 19 ans, il est devenu membre de la Mafia.
Devant la montée en puissance de Benito Mussolini en Italie, Gambino partit pour les États-Unis en tant qu'immigré illégal sur un bateau de marchandises. Il ne mangea que des anchois et ne but que du vin pendant le voyage, puis rejoint ses cousins les Castellano à New York. Du fait de son statut de réfugié politique, il n'a jamais eu besoin d'obtenir la citoyenneté américaine.

## Carrière
Pendant la prohibition, il a travaillé en tant que bootlegger, conducteur de camions (qui contenaient de l'alcool), et aussi en tant que tueur pour différentes familles. Il était un associé de Lucky Luciano et il a introduit son cousin, Paul Castellano, dans l'organisation. Castellano deviendra plus tard un mafioso de haut rang. Gambino a par ailleurs épousé la sœur de Castellano.
Pendant les années 1950, Albert Anastasia était à la tête de l'organisation de Mangano, à laquelle Gambino appartenait. En 1957, alors qu'Anastasia se faisait raser au barbier du Park Sheraton Hotel à New York, deux bandits armés lui ont tiré dans le visage. Anastasia n'a rien vu car avec le rasage, il avait une serviette sur la tête. C'est Gambino le plus susceptible d'être responsable du meurtre d'Anastasia, de sorte qu'il ait pu récupérer les territoires d'Anastasia.

## Règne sur la Famille Gambino
La famille Mangano est alors devenue la famille Gambino, menée par Carlo et son associé Nathio Bedelno, mort 2 mois après la création de la famille Gambino, et elle fut la plus puissante à New York pendant de nombreuses années. Gambino s'enrichit avec le racket, le jeu, et la prostitution. La famille Gambino contrôlait (et contrôle toujours) les syndicats de camionneurs, du personnel à terre de l'aéroport Kennedy ainsi que l'Association nationale de fret aérien. Carlo Gambino contrôlait près de 1500 employés travaillant à l'aéroport. En 1968, la famille mit entièrement la main sur le commerce du fret aérien de l'aéroport JFK. Gambino contrôlait également, à travers les syndicats, les entreprises de fabrication des vêtements. La famille contrôlait aussi l'approvisionnement d'alcool dans certains bars. Ainsi, une bouteille de champagne distribuée par les hommes de Gambino était composée d'une partie de vin pétillant et de trois parties d'eau gazeuse. Parmi les affaires rentables de Carlo Gambino il y avait encore : la fabrication de meubles par la Castro Convertible Furnitures ; le contrôle des prix de la viande distribuée aux grandes surfaces de New York depuis la Pride Meat Supermarkets, contrôlée par son cousin et beau-frère Paul Castellano ; l'approvisionnement du gasoil pour le chauffage ; l'équipement pour les restaurants italiens et, en particulier, les fours à pizzas ; les fabriques d'emballage de viande.
Carlo Gambino aurait pu paraître en couverture de revues tels que Fortunes ou Forbes, si les méthodes qu'il utilisait dans les affaires n'étaient pas ce qu'elles étaient.
L'empire des Gambino, estimé à plusieurs centaines de milliards de dollars, avait en fait été imaginé et développé par Don Carlo, un homme qui n'était même pas allé à l'école et qui avait appris à lire et écrire l'anglais en suivant des cours du soir. Le parrain de la famille Gambino aimait parler le dialecte sicilien.
On dit que Carlo Gambino a eu un règne paisible. Comme patron, il a dirigé la famille par des parents et a même introduit son fils Tommy Gambino dans la famille.
On a également suspecté Don Carlo d'ordonner le meurtre de Joseph Colombo. Colombo était la tête de la famille Colombo de 1963 jusqu'à ce qu'il ait reçu une balle dans la tête durant un rassemblement pour la ligue des droits civiques des Italo-américains pendant la fête de Christophe Colomb à New York le 29 juin 1971. Colombo s'en sortira mais restera dans le coma jusqu'à sa mort, le 22 mai 1978.
Son argent lui procure une grande influence auprès des hommes politiques grâce à ses « représentants » à Washington.

## Fin de règne
En dépit de sa longue tenure en tant que capo de fait de Capo di tutti capi (patron des patrons), il a échappé à deux tentatives d'expulsion en Sicile en simulant des maux de cœur. Quand Carlo est devenu malade en 1976, il a nommé Paul Castellano pour être son successeur. Il a alors nommé Aniello Dellacroce, le successeur légitime, comme sous-chef de la famille.

## Décès
Gambino est mort d'une crise cardiaque en 1976 et a été enterré dans le cimetière de Saint John, dans le Queens à New York. On a dit que son enterrement a réuni à peu près 1 000 personnes, y compris des chefs de police, des politiciens et des citoyens. Il fut le seul parrain à avoir autant de pouvoir que Lucky Luciano au sein de la Commission. Son épouse est décédée en 1971.

## Dans la culture populaire
En 2022, Paramount+ diffuse la mini-série The Offer, qui revient sur la production du film Le Parrain (1972). Il y est incarné par Anthony Skordi. James Ciccone l'incarne dans le film The Alto Knights de Barry Levinson prévu pour 2025.